# Woady Yaloak River
Woady Yaloak River är ett vattendrag i Australien. Det ligger i delstaten Victoria, omkring 120 kilometer väster om delstatshuvudstaden Melbourne. Woady Yaloak River ligger vid sjön Cundare Pool.
Trakten runt Woady Yaloak River består till största delen av jordbruksmark. Runt Woady Yaloak River är det mycket glesbefolkat, med 4 invånare per kvadratkilometer. Genomsnittlig årsnederbörd är 921 millimeter. Den regnigaste månaden är juni, med i genomsnitt 126 mm nederbörd, och den torraste är februari, med 37 mm nederbörd.